# Liste der Denkmalensembles in Altenburg
Die Liste der Denkmalensembles in Altenburg umfasst die Denkmalensembles der Stadt Altenburg sowie Ensembles, für die eine Eintragung in das Denkmalbuch vorgesehen bzw. beantragt ist.  Rechtsgrundlage ist das Thüringer Denkmalschutzgesetz. Sie ist Teil der übergeordneten Liste der Kulturdenkmale in Altenburg.

## Ensembles gem. § 2 Abs. 2 ThürDSchG

### Kernstadt Altenburg mit Vorstädten
| Bild                                    | Bezeichnung | Lage | Datierung | Beschreibung          | ID |
| --------------------------------------- | ----------- | --- | --------- | --------------------- | -- |
| Fotos hochladen                         |             | Am Kleinen Teich (teilweise) |           |                       |    |
| Fotos hochladen                         |             | Amtsgasse (Karte) |           |                       |    |
| Fotos hochladen                         |             | Baderei (Karte) |           |                       |    |
| Fotos hochladen                         |             | Bei der Brüderkirche (Karte) |           |                       |    |
| BW                                      |             | Brüdergasse (Karte) |           |                       |    |
| weitere Bilder Fotos hochladen          |             | Brühl (Karte) |           |                       |    |
| weitere Bilder Fotos hochladen          |             | Burgstraße (Karte) |           |                       |    |
| Direkt Bild zu diesem Denkmal hochladen |             | Dechanei |           |                       |    |
| BW                                      |             | Dostojewskistraße 19 (Karte) |           |                       |    |
| BW                                      |             | Fleischergasse (Karte) |           |                       |    |
| BW                                      |             | Friedrich-Ebert-Straße 1–5, 7, 9, 9a, 11 (Karte)                                                                                                  |           |                       |    |
| BW                                      |             | Gerhard-Altenbourg-Straße (Karte) |           | bis 2006 Nansenstraße |    |
| BW                                      |             | Haeckelstraße 1 (Karte) |           |                       |    |
| BW                                      |             | Hillgasse (Karte) |           |                       |    |
| Fotos hochladen                         |             | Hinter der Waage (Karte) |           |                       |    |
| BW                                      |             | Hirtengasse (Karte) |           |                       |    |
| BW                                      |             | Humboldtstraße 1, 3, 14 (Karte) |           |                       |    |
| BW                                      |             | Johannisgraben (Karte) |           |                       |    |
| BW                                      |             | Johannisstraße (Karte) |           |                       |    |
| weitere Bilder Fotos hochladen          |             | Johannisvorstadt (Karte) |           |                       |    |
| weitere Bilder Fotos hochladen          |             | Jüdengasse (Karte) |           |                       |    |
| weitere Bilder Fotos hochladen          |             | Kesselgasse (Karte) |           |                       |    |
| BW                                      |             | Kirchberg (Karte) |           |                       |    |
| BW                                      |             | Klostergasse (Karte) |           |                       |    |
| weitere Bilder Fotos hochladen          |             | Kornmarkt (Karte) |           |                       |    |
| weitere Bilder Fotos hochladen          |             | Kronengasse (Karte) |           |                       |    |
| Fotos hochladen                         |             | Kunstgasse (außer Kunstgasse 25 und Kunstgasse / Torgasse o. Nr. (Staumauer des Kleinen Kunstteiches mit westlich gelegenem Fischhälter)) (Karte) |           |                       |    |
| BW                                      |             | Langengasse 8, 10, 12, 14, 16, 18, 20, 22, 24, 26 (Karte)                                                                                         |           |                       |    |
| weitere Bilder Fotos hochladen          |             | Markt (Karte) |           |                       |    |
| Fotos hochladen                         |             | Marktgasse (Karte) |           |                       |    |
| Direkt Bild zu diesem Denkmal hochladen |             | Martinsgäßchen |           |                       |    |
| weitere Bilder Fotos hochladen          |             | Moritzstraße |           |                       |    |
| BW                                      |             | Mühlpforte (Karte) |           |                       |    |
| Direkt Bild zu diesem Denkmal hochladen |             | Neustadt |           |                       |    |
| weitere Bilder Fotos hochladen          |             | Nikolaikirchhof (Karte) |           |                       |    |
| Fotos hochladen                         |             | Pauritzer Straße (Karte) |           |                       |    |
| BW                                      |             | Pohlhofgasse (Karte) |           |                       |    |
| Fotos hochladen                         |             | Ringstraße (Karte) |           |                       |    |
| Fotos hochladen                         |             | Roßplan (Karte) |           |                       |    |
| BW                                      |             | Schmöllnsche Straße (Karte) |           |                       |    |
| Fotos hochladen                         |             | Schmöllnsche Vorstadt (außer Nr. 13) |           |                       |    |
| BW                                      |             | Spalatinpromenade 8 (Karte) |           |                       |    |
| BW                                      |             | Spiegelgasse (Karte) |           |                       |    |
| Direkt Bild zu diesem Denkmal hochladen |             | Spitzweggäßchen (teilweise) |           |                       |    |
| BW                                      |             | Sporenstraße (Karte) |           |                       |    |
| BW                                      |             | Sterlsgasse (Karte) |           |                       |    |
| Fotos hochladen                         |             | Teichplan 1–8, 16 (Karte) |           |                       |    |
| BW                                      |             | Teichstraße (Karte) |           |                       |    |
| BW                                      |             | Teichvorstadt 1–4 (Karte) |           |                       |    |
| BW                                      |             | Topfgasse (Karte) |           |                       |    |
| BW                                      |             | Topfmarkt (Karte) |           |                       |    |
| BW                                      |             | Wallstraße 39, 40 (Karte) |           |                       |    |
| Fotos hochladen                         |             | Weibermarkt (Karte) |           |                       |    |
| BW                                      |             | Zeitzer Straße 2 (Karte) |           |                       |    |

### Schlossbereich
| Bild                                    | Bezeichnung                     | Lage                                                             | Datierung | Beschreibung | ID |
| --------------------------------------- | ------------------------------- | ---------------------------------------------------------------- | --------- | ------------ | -- |
| BW                                      |                                 | Auf den Röhren (Karte)                                           |           |              |    |
| BW                                      |                                 | Erich-Mäder-Straße 1 (Karte)                                     |           |              |    |
| Fotos hochladen                         |                                 | Gabelentzstraße 1, 2, 2a, 3, 4, 5 (Lindenaumuseum) (Karte)       |           |              |    |
| weitere Bilder Fotos hochladen          | Herzogin-Agnes-Gedächtniskirche | Hausweg o. Nr. (Herzogin-Agnes-Gedächtniskirche), 2a, 2b (Karte) |           |              |    |
| Fotos hochladen                         |                                 | Heinrich-Gottfried-Trost-Weg (Karte)                             |           |              |    |
| Direkt Bild zu diesem Denkmal hochladen |                                 | Neue Sorge                                                       |           |              |    |
| Fotos hochladen                         |                                 | Parkstraße o. Nr. (Mauritianum) (Karte)                          |           |              |    |
| Fotos hochladen                         |                                 | Pauritzer Teich (Karte)                                          |           |              |    |
| weitere Bilder Fotos hochladen          |                                 | Schloß 1–17 (Schloß Altenburg – Gesamtanlage) (Karte)            |           |              |    |
| Fotos hochladen                         |                                 | Schloßberg                                                       |           |              |    |
| weitere Bilder Fotos hochladen          |                                 | Schloßpark (Karte)                                               |           |              |    |

### Rote Spitzen
| Bild                                    | Bezeichnung | Lage | Datierung | Beschreibung | ID |
| --------------------------------------- | ----------- | --- | --------- | ------------ | -- |
| Direkt Bild zu diesem Denkmal hochladen |             | Am Kleinen Teich (teilweise)                                                                                                |           |              |    |
| weitere Bilder Fotos hochladen          |             | Berggasse (Karte) |           |              |    |
| weitere Bilder Fotos hochladen          |             | Brückchen (Karte) |           |              |    |
| Fotos hochladen                         |             | Der Kleine Teich (Karte) |           |              |    |
| BW                                      |             | Frauenfelsstraße (Karte) |           |              |    |
| weitere Bilder Fotos hochladen          |             | Frauengasse (Karte) |           |              |    |
| weitere Bilder Fotos hochladen          |             | Jungferngasse (Karte) |           |              |    |
| BW                                      |             | Keplerplatz (Karte) |           |              |    |
| BW                                      |             | Kräutrichsgasse (Karte) |           |              |    |
| Fotos hochladen                         |             | Kunstgasse 25, Kunstgasse / Torgasse o. Nr. (Staumauer des Kleinen Kunstteiches mit westlich gelegenem Fischhälter) (Karte) |           |              |    |
| weitere Bilder Fotos hochladen          |             | Leitergasse (Karte) |           |              |    |
| Fotos hochladen                         |             | Marstallstraße (Karte) |           |              |    |
| Fotos hochladen                         |             | Mauerstraße (von östlicher Bebauung Nr. 4, 6, 8, 10, 12 nur Fassade) (Karte)                                                |           |              |    |
| BW                                      |             | Mönchsgasse (Karte) |           |              |    |
| weitere Bilder Fotos hochladen          |             | Münsaer Straße 1 (Karte) |           |              |    |
| weitere Bilder Fotos hochladen          |             | Neugasse (Karte) |           |              |    |
| Fotos hochladen                         |             | Stiftsgraben (Karte) |           |              |    |
| BW                                      |             | Teichvorstadt 4b, 5, 6, 7 (Karte)                                                                                           |           |              |    |
| Fotos hochladen                         |             | Theaterplatz 1, 4, 5, 6, 7/8, 9 (Karte)                                                                                     |           |              |    |
| BW                                      |             | Torgasse (Karte) |           |              |    |
| weitere Bilder Fotos hochladen          |             | Treppengasse (Karte) |           |              |    |
| weitere Bilder Fotos hochladen          |             | Unterm Schloß (Karte) |           |              |    |
| weitere Bilder Fotos hochladen          |             | Wallstraße (außer Nr. 39 und 40) (Karte)                                                                                    |           |              |    |

### Stadterweiterung ab 1860
| Bild                                    | Bezeichnung | Lage                                                             | Datierung | Beschreibung | ID |
| --------------------------------------- | ----------- | ---------------------------------------------------------------- | --------- | ------------ | -- |
| Fotos hochladen                         |             | Am Lerchenberg 2 (Karte)                                         |           |              |    |
| Direkt Bild zu diesem Denkmal hochladen |             | Bahnhofstraße 1, 1a                                              |           |              |    |
| Direkt Bild zu diesem Denkmal hochladen |             | Beim Goldenen Pflug 1, 2, 4, 4a                                  |           |              |    |
| weitere Bilder Fotos hochladen          |             | Carl-von-Ossietzky-Straße (Karte)                                |           |              |    |
| Direkt Bild zu diesem Denkmal hochladen |             | Dostojewskistraße (außer Nr. 19)                                 |           |              |    |
| BW                                      |             | Dr.-Wilhelm-Külz-Straße (Karte)                                  |           |              |    |
| Direkt Bild zu diesem Denkmal hochladen |             | Fabrikstraße 1–6, 8, 10, 12–15, 33–35, 36–40, 40a, 41–44, 46, 47 |           |              |    |
| Direkt Bild zu diesem Denkmal hochladen |             | Friedrich-Ebert-Straße 8, 10, 12, 14, 13/15, 16, 17              |           |              |    |
| Direkt Bild zu diesem Denkmal hochladen |             | Gabelentzstraße 6–10, 13, 14, 14a, 15, 15a, 16–24                |           |              |    |
| Fotos hochladen                         |             | Glockengasse 2, 4 (Karte)                                        |           |              |    |
| weitere Bilder Fotos hochladen          |             | Gutenbergstraße (Karte)                                          |           |              |    |
| Direkt Bild zu diesem Denkmal hochladen |             | Haeckelstraße (außer Nr. 1)                                      |           |              |    |
| weitere Bilder Fotos hochladen          |             | Heinrich-Zille-Straße (Karte)                                    |           |              |    |
| BW                                      |             | Humboldtstraße 5–13 (Karte)                                      |           |              |    |
| BW                                      |             | Johann-Sebastian-Bach-Straße (Karte)                             |           |              |    |
| BW                                      |             | Kanalstraße (Karte)                                              |           |              |    |
| Direkt Bild zu diesem Denkmal hochladen |             | Lindenaustraße                                                   |           |              |    |
| Direkt Bild zu diesem Denkmal hochladen |             | Leipziger Straße 2, 4, 6, 8, 10, 12                              |           |              |    |
| weitere Bilder Fotos hochladen          |             | Martin-Luther-Straße (Karte)                                     |           |              |    |
| weitere Bilder Fotos hochladen          |             | Nordstraße (Karte)                                               |           |              |    |
| Direkt Bild zu diesem Denkmal hochladen |             | Pauritzer Platz                                                  |           |              |    |
| BW                                      |             | Rosa-Luxemburg-Straße (Karte)                                    |           |              |    |
| weitere Bilder Fotos hochladen          |             | Rudolf-Breitscheid-Straße 1–6, 8, 10, 12, 16, 18, 20, 22, 24     |           |              |    |
| weitere Bilder Fotos hochladen          |             | Spalatinpromenade (teilweise, ohne Bebauung)                     |           |              |    |
| BW                                      |             | Spitzweggäßchen 1 (Karte)                                        |           |              |    |
| Direkt Bild zu diesem Denkmal hochladen |             | Terrassenstraße 1, 3, 5                                          |           |              |    |
| Direkt Bild zu diesem Denkmal hochladen |             | Theaterplatz 10, 11, 12/13, 14, 15, 17–19                        |           |              |    |
| Direkt Bild zu diesem Denkmal hochladen |             | Wenzelstraße (außer Nr. 43, 44, 45, 50, 52, 54, 56)              |           |              |    |
| Fotos hochladen                         |             | Wettinerstraße 1–15, 21–33 (Karte)                               |           |              |    |
| Direkt Bild zu diesem Denkmal hochladen |             | Zeitzer Straße 1, 3–16, 18–23, 25                                |           |              |    |

### 2. Stadterweiterung um 1910
| Bild                                    | Bezeichnung | Lage                                 | Datierung | Beschreibung | ID |
| --------------------------------------- | ----------- | ------------------------------------ | --------- | ------------ | -- |
| BW                                      |             | Friesenplatz (Karte)                 |           |              |    |
| BW                                      |             | Friesenstraße (Karte)                |           |              |    |
| BW                                      |             | Heinrich-Mann-Straße (Karte)         |           |              |    |
| weitere Bilder Fotos hochladen          |             | Hempelstraße (Karte)                 |           |              |    |
| BW                                      |             | Körnerstraße (Karte)                 |           |              |    |
| BW                                      |             | Meißnerstraße (außer Nr. 19) (Karte) |           |              |    |
| Direkt Bild zu diesem Denkmal hochladen |             | Wielandstraße 12, 14–33, 35, 37      |           |              |    |

### 3. Stadterweiterung nach 1920
| Bild                                    | Bezeichnung | Lage                                                                                                | Datierung | Beschreibung | ID |
| --------------------------------------- | ----------- | --------------------------------------------------------------------------------------------------- | --------- | ------------ | -- |
| Direkt Bild zu diesem Denkmal hochladen |             | Goethestraße, östliche Bebauung Nr. 2–12, westliche Bebauung Nr. 1–11                               |           |              |    |
| Direkt Bild zu diesem Denkmal hochladen |             | Heinrich-Heine-Straße, südliche Bebauung Nr. 15–37 / Platanenstraße 1, nördliche Bebauung Nr. 30–40 |           |              |    |
| Direkt Bild zu diesem Denkmal hochladen |             | Kleiststraße, südliche Bebauung Nr. 2–12                                                            |           |              |    |
| Direkt Bild zu diesem Denkmal hochladen |             | Lessingstraße, westliche Bebauung Nr. 17–25                                                         |           |              |    |
| Direkt Bild zu diesem Denkmal hochladen |             | Schillerstraße, östliche Bebauung Nr. 2–12, westliche Bebauung Nr. 5–11, 11a, 13, 13a, 15           |           |              |    |

### Großer Teich mit Promenade
| Bild                           | Bezeichnung                                                   | Lage    | Datierung | Beschreibung | ID |
| ------------------------------ | ------------------------------------------------------------- | ------- | --------- | ------------ | -- |
| weitere Bilder Fotos hochladen | Großer Teich, Teichpromenade, Insel, Inselbrücke, Grünanlagen | (Karte) |           |              |    |

### Städtischer Friedhof
| Bild                           | Bezeichnung          | Lage    | Datierung | Beschreibung | ID |
| ------------------------------ | -------------------- | ------- | --------- | ------------ | -- |
| weitere Bilder Fotos hochladen | Städtischer Friedhof | (Karte) |           | Gesamtanlage |    |

### Südstraße und Käthe-Kollwitz-Straße
| Bild                                    | Bezeichnung | Lage | Datierung | Beschreibung | ID |
| --------------------------------------- | ----------- | --- | --------- | ------------ | -- |
| Direkt Bild zu diesem Denkmal hochladen |             | Südstraße 2–26 (gerade Nr.) und 1–39 und Erweiterung 41–55 (ungerade Nr.) mit Käthe-Kollwitz-Straße 45–53 (ungerade Nr.) und 55 mit 55a und 55b einschl. Straßenraum und gestalteten Freiflächen |           |              |    |

## Legende
- Bild: zeigt ein Bild des Kulturdenkmals und gegebenenfalls einen Link zu weiteren Fotos des Kulturdenkmals im Medienarchiv Wikimedia Commons
- Bezeichnung: Name, Bezeichnung oder die Art des Kulturdenkmals
- Lage: Wenn vorhanden Straßenname und Hausnummer des Kulturdenkmals; Grundsortierung der Liste erfolgt nach dieser Adresse. Der Link Karte führt zu verschiedenen Kartendarstellungen und nennt die Koordinaten des Kulturdenkmals.
 Kartenansicht, um Koordinaten zu setzen – in dieser Kartenansicht sind Kulturdenkmale ohne Koordinaten mit einem roten bzw. orangen Marker dargestellt und können in der Karte gesetzt werden. Kulturdenkmale ohne Bild sind mit einem blauen bzw. roten Marker gekennzeichnet, Kulturdenkmale mit Bild mit einem grünen bzw. orangen Marker.
- Datierung: gibt das Jahr der Fertigstellung beziehungsweise das Datum der Erstnennung oder den Zeitraum der Errichtung an
- Beschreibung: bauliche und geschichtliche Einzelheiten des Kulturdenkmals, vorzugsweise die Denkmaleigenschaften
- ID: Die ID identifiziert das Kulturdenkmal eindeutig. In Thüringen sind aktuell keine IDs veröffentlicht. In der ID-Spalte kann sich auch folgendes Icon  befinden, dies führt zu Angaben zu diesem Kulturdenkmal bei Wikidata.